# Hosdát
Hosdát (románul: Hășdat, németül: Hochstätten) falu Romániában, Erdélyben, Hunyad megyében.

## Fekvése
Vajdahunyaddal összeépült, hegyoldalra települt falu a várostól délkeletre. A vegyes etnikumú erdélyi falvak között ritka példaként a református (magyar) templomot a falu felső, legmagasabb pontján, míg az ortodox (román) templomot az alsó faluvégen, a műút közelében találjuk. Hasonló a két templom elhelyezkedése a közeli Lozsádon is.

## Nevének eredete
A hasadát szó ómagyar alakjából alakult. (Vö. Hasadát, Szamoshesdát.) 1333-ban Hasdath, 1419-ben Hosdath, 1521-ben Hazdad, 1750-ben (román nevét) Hesdat alakban írták.

## Története
Kezdetben magyar lakosságú falu volt. 1333-ban helybeli nemesek, egyrészt Bere fiai, György, András, Miklós és Balázs, másrészt Simon fiai, Emil, Máté és Péter, János fiai, István és János, Simon fiai, Miklós és Jakab, István fiai, Mihály és Miklós és Peeth fia, Lőrinc birtokperéről olvasunk. Az 1718-as canonica visitatio jegyzőkönyvében a Gálfi, Pető, Bakó, Bácsi, Eleber és Sebő református családnevek szerepelnek, és ezek közül az első három 180 évvel később is élt a faluban. Református egyháza 1750-ig Rákosd testvéregyháza volt, akkor vált önálló anyaegyházzá. 1766-ban Alsónádasd és Batiz filiákkal 155 férfit és 129 asszonyt számlált. A falut 1765 és 1851 között az első román határőrezred első századához tartozott. 1786-ban 163 lakosának 44%-a volt jobbágy, 41% zsellér és 13% nemes. Határőri szolgálatot csak a református magyarok viseltek, a faluban élő románok nem. Az iskolai vizitáció már 1846-ban megállapította a hosdáti reformátusokról, hogy „az oláh nyelv csaknem egészen kiszorította a magyar nyelvet”, de ötven évvel később, 1895-ben az idős hosdáti reformátusok még törték a magyart, és használatban maradtak az ünnepi alkalmak rögzült szövegű magyar köszöntői, mondókái. A nyelvcserét nemcsak a túlnyomóan román környezet segítette elő, de a határőrezred tisztjei is tiltották a magyar beszédet. A református családokat a 19. század végén „régiek”-re és székely eredetűekre osztották – utóbbiak valószínűleg a megelőző 150 évben költöztek be. A falu monográfusa megállapította, hogy a református magyarok több román eredetű hiedelmet, szokást vettek át, mint más Hunyad vármegyei magyar közösségek tagjai.
1850-ben 424 lakosából 319 volt magyar és 105 román anyanyelvű; 312 református és 105 ortodox vallású. (Érdekesség, hogy az egyes népszámlálások jelentős ingadozást mutatnak a magyar és román anyanyelvűek/nemzetiségűek létszámát illetően. A két csoport az 1880-as népszámlálás szerint azonos súlyt képviselt, 1890-ben a románok alkották az összlakosság 60%-át, 1900-ban azonban már a magyarok a 75%-át. Mivel a vallási megoszlás ezalatt alig változott, az ingadozás valószínűleg a reformátusok összetett identitásának – román nyelvűségüknek, ugyanakkor magyar etnikus tudatuknak – tudható be.)
2002-ben 376 lakosából 228 volt román, 105 magyar és 38 cigány nemzetiségű; 254 ortodox, 102 református és 11 római katolikus vallású. A településen a kommunizmus idején telepítettek le kelderár családokat, akik ma a lakosság többségét alkotják. Sokuk 1989 óta meggazdagodott és látványos „cigánypalotákat” épített magának.

## Képek

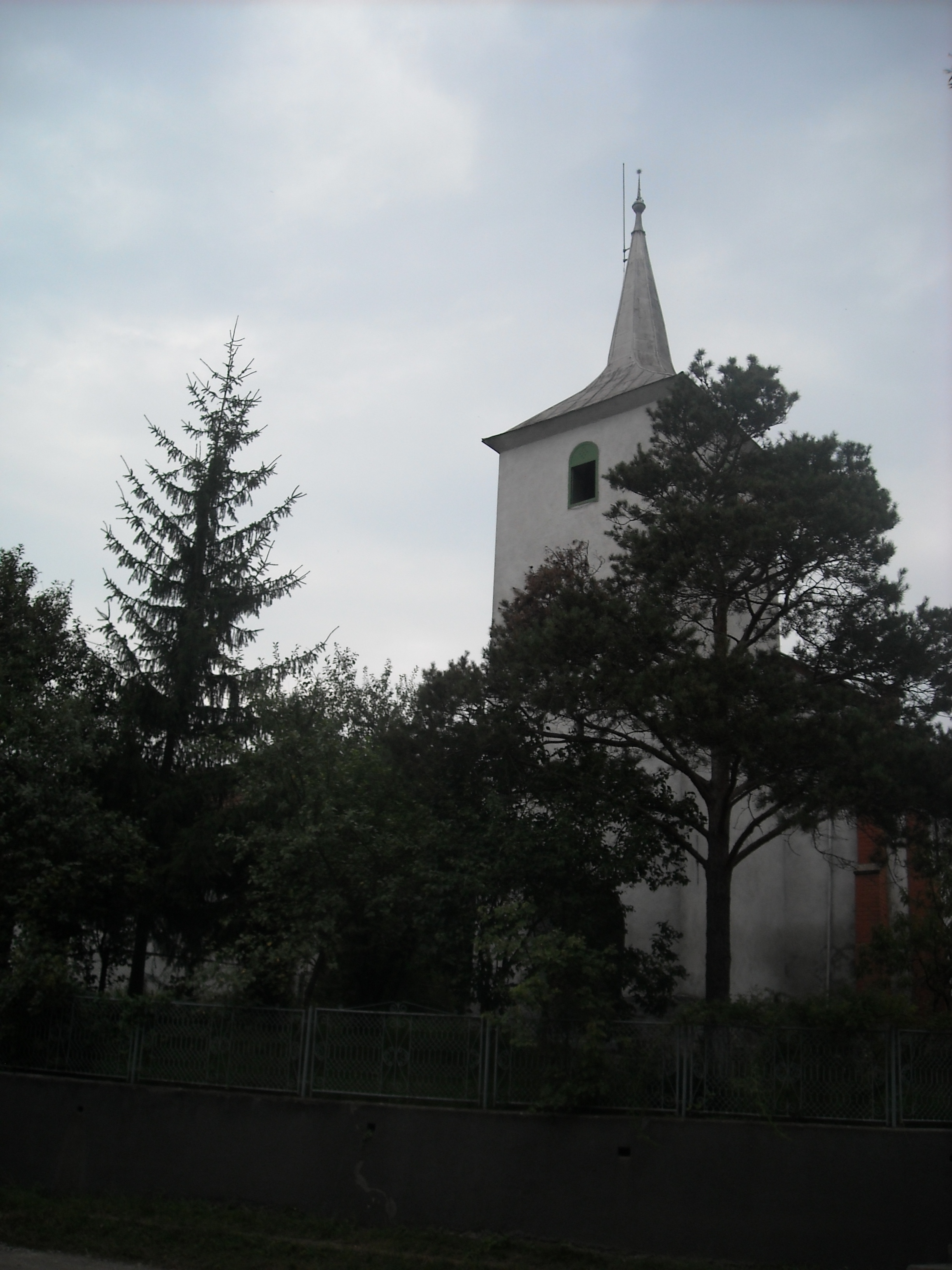
A falu 1790-es években épült református temploma
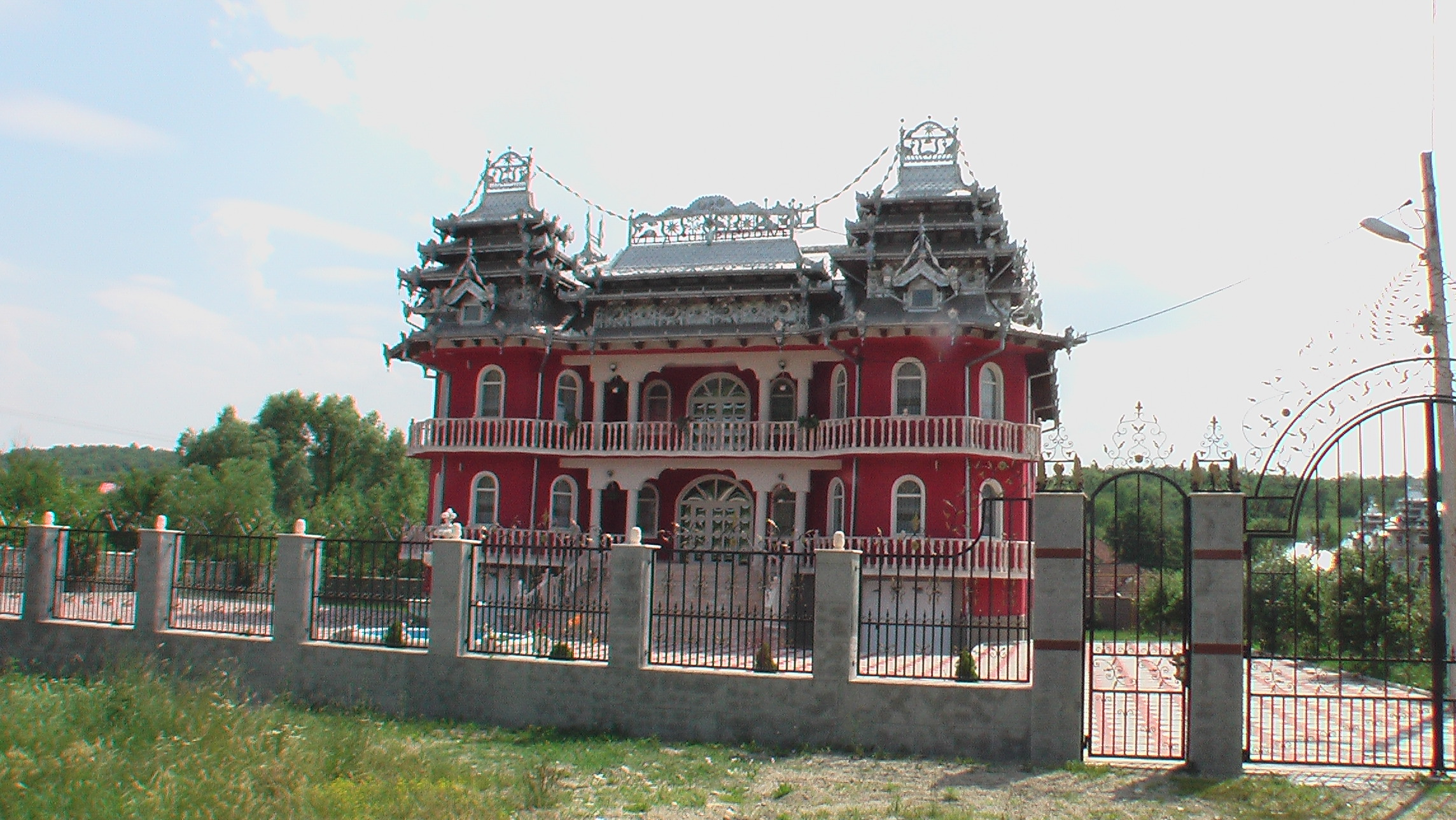
„Cigánypalota” Hosdáton
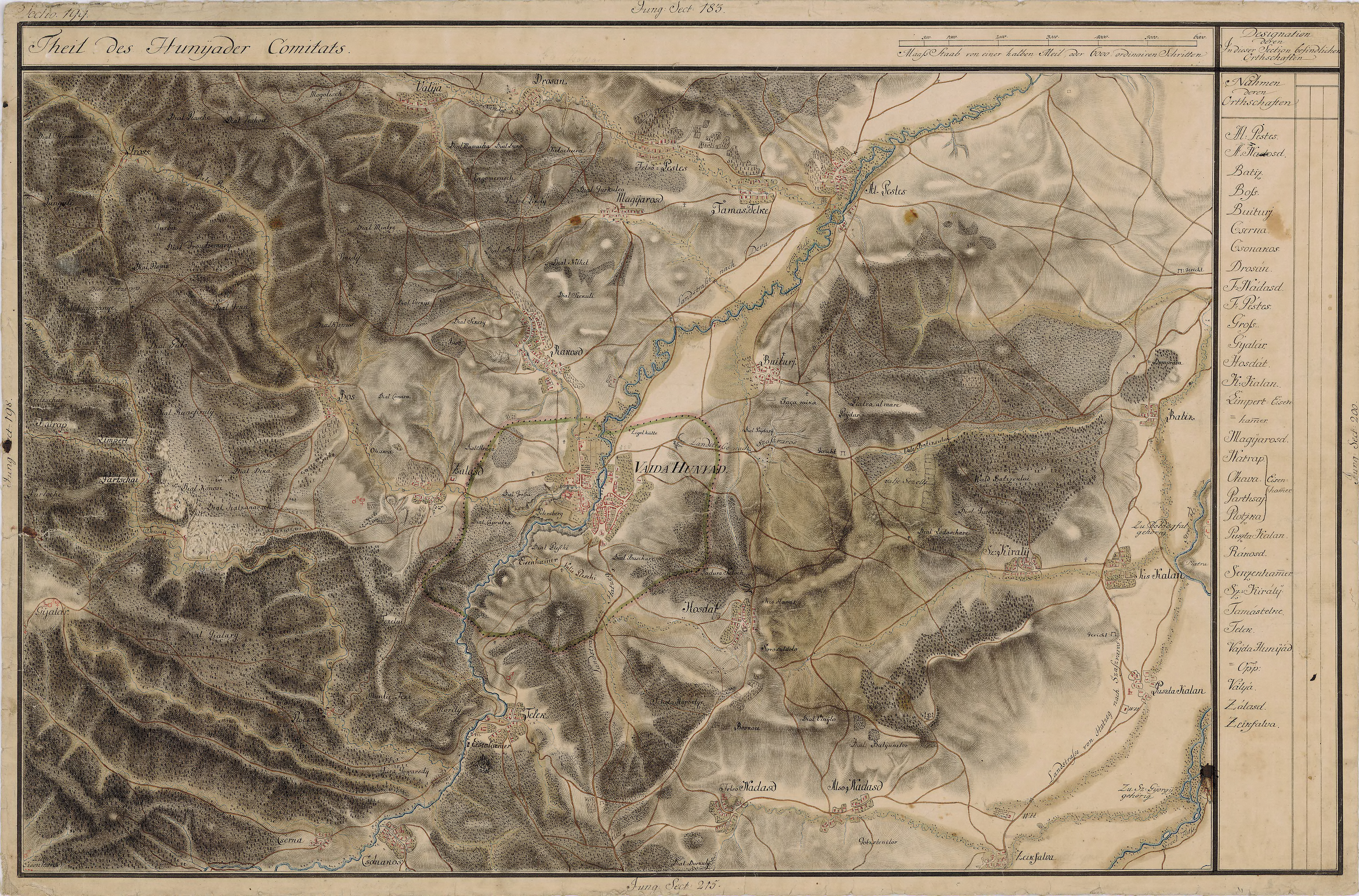
Hosdát környéke 1769–1773 között